# Lepuix
Ne doit pas être confondue avec Lepuix-Neuf, commune du même département, ni avec les communes homophones Le Puy.
Lepuix (nom officiel, parfois encore nommée localement Lepuix-Gy) est une commune française située dans le département du Territoire de Belfort, la région culturelle et historique de Franche-Comté et la région administrative Bourgogne-Franche-Comté.
Ses habitants sont appelés les Môtieux ou les Montieux.[réf. nécessaire]

## Géographie

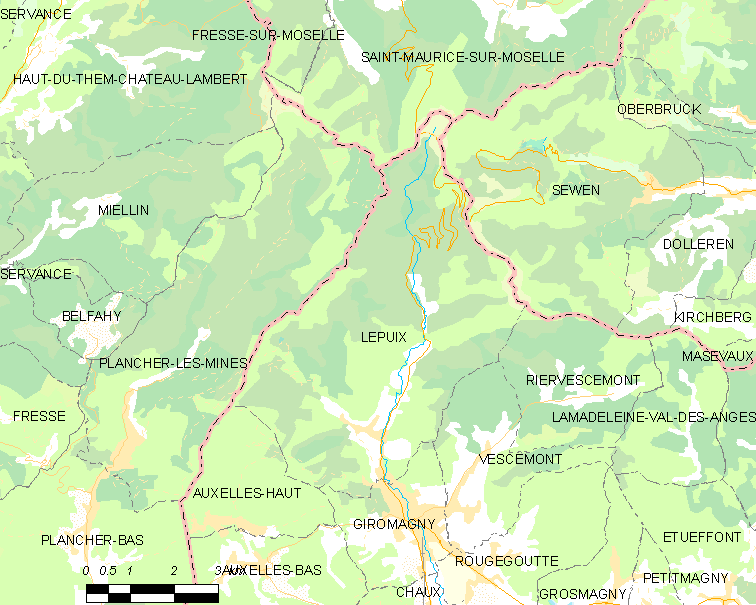
Carte de la commune de Lepuix.

### Localisation
La commune se situe à une dizaine de kilomètres de Belfort, chef-lieu départemental. C’est la commune située à l'extrémité nord du département. Elle est limitrophe du département de la Haute-Saône, du département des Vosges et du Haut-Rhin (région Grand Est).
C'est une des 189 communes du parc naturel régional des Ballons des Vosges.
|                                  | Saint-Maurice-sur-Moselle (Vosges) | Sewen (Haut-Rhin) |
| Plancher-les-Mines (Haute-Saône) | Lepuix                             | Riervescemont     |
| Auxelles-Haut                    | Giromagny                          | Vescemont         |

### Géologie et relief

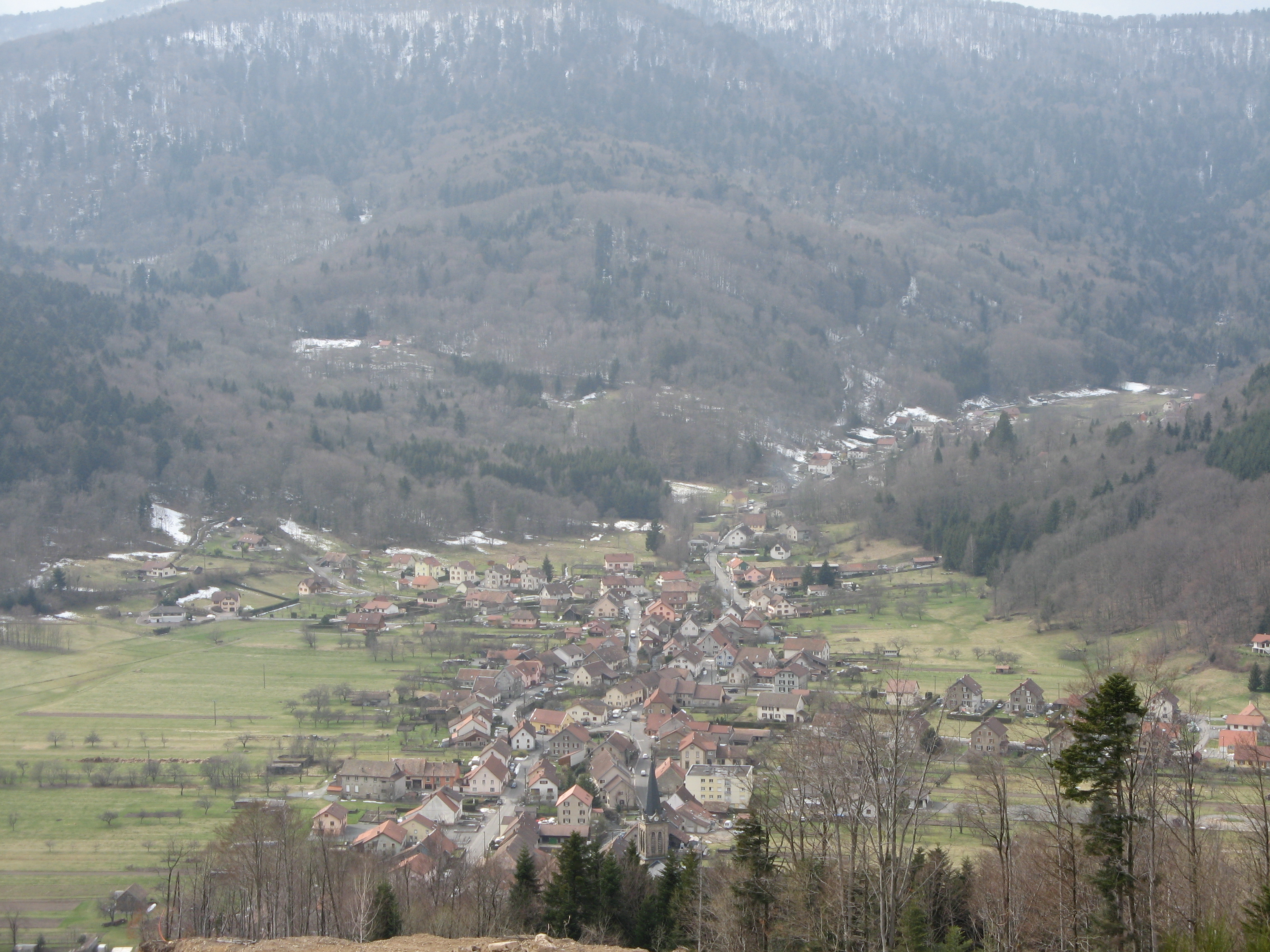
Vue générale de la commune.

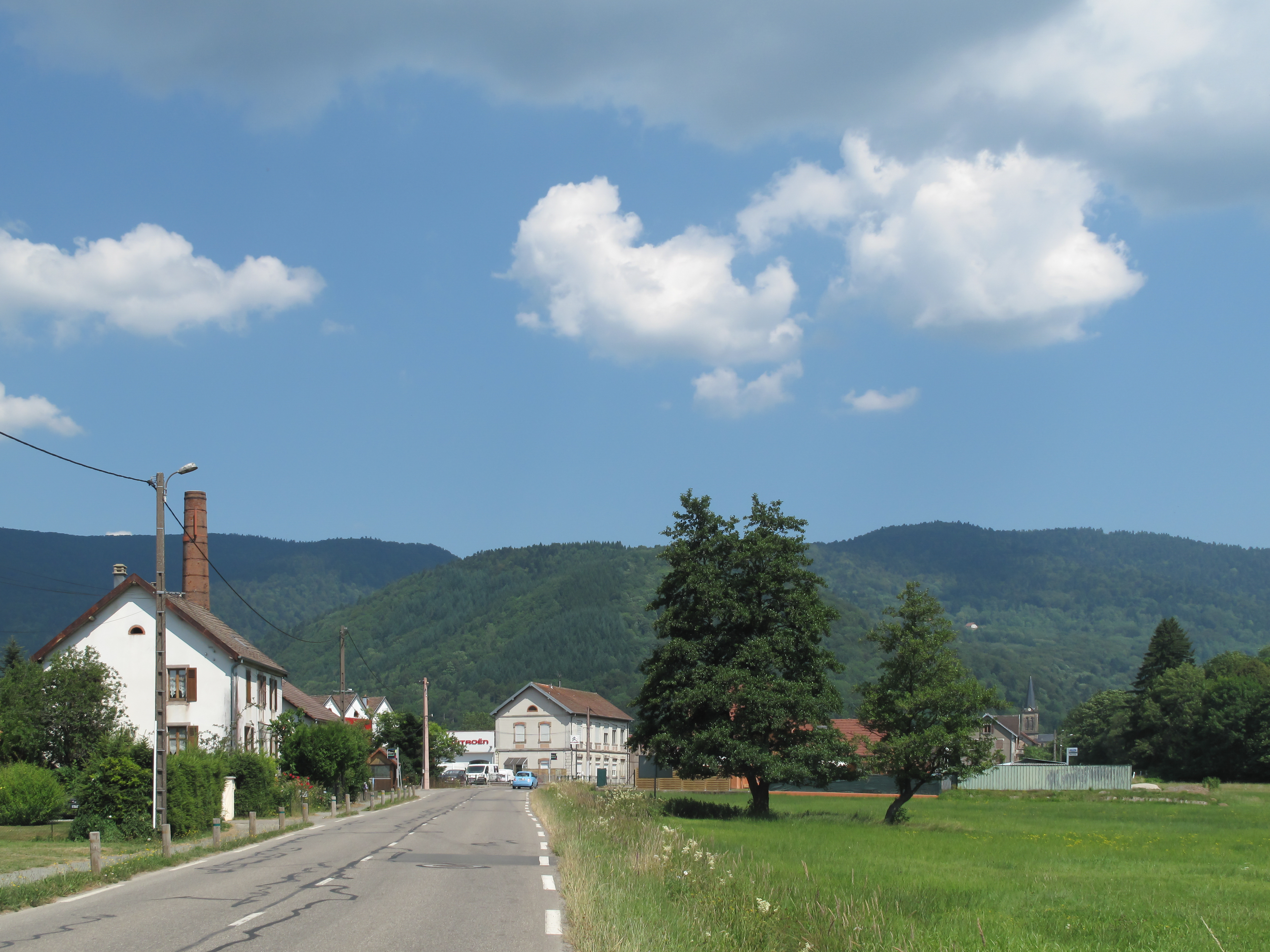
Lepuix, vue sur le village.

La superficie de la commune est de 2 969 hectares ; l'altitude varie entre 489 et 1 244 mètres.
Le village est situé au confluent de deux vallées d'origine glaciaire : la vallée de la Beucinière et celle de la Savoureuse qui prend sa source au sommet du ballon d'Alsace ; le sommet du ballon d'Alsace est le point culminant de la commune et du Territoire de Belfort, ce qui fait de Lepuix la commune la plus haute du département ; elle comprend d'ailleurs d'autres sommets à plus de 1 000 mètres comme la Planche des Belles Filles (1 148 mètres) et le ballon Saint-Antoine (1 128 mètres).

### Hydrographie
La Savoureuse est le principal cours d’eau de la commune. Elle prend sa source au nord de la commune près du sommet du Ballon d’Alsace et coule vers le sud et les villes de Giromagny puis Belfort. Elle reçoit  de nombreux affluents au pied du Ballon, soit d’amont en aval : la goutte des Œillets, la goutte d'Ullysse, la goutte Louis, la goutte du Bon Pommier, la goutte des Forges, et enfin le ruisseau des Belles Filles et la Beucinière autour desquels s’étend le bourg de Lepuix.
La commune comprend trois étangs artificiels, établis grâce à des barrages construits au XIXe siècle :
- l'étang du Petit-Haut, traversé par la Savoureuse ;
- l'étang des Roseaux ;
- l'étang des Belles-Filles.

### Climat
Pour des articles plus généraux, voir Climat de la Bourgogne-Franche-Comté et Climat du Territoire de Belfort.
En 2010, le climat de la commune est de type climat de montagne, selon une étude du Centre national de la recherche scientifique s'appuyant sur une série de données couvrant la période 1971-2000. En 2020, Météo-France publie une typologie des climats de la France métropolitaine dans laquelle la commune est exposée à un climat semi-continental et est dans la région climatique  Vosges, caractérisée par une pluviométrie très élevée (1 500 à 2 000 mm/an) en toutes saisons et un hiver rude (moins de 1 °C). 
Pour la période 1971-2000, la température annuelle moyenne est de 9,2 °C, avec une amplitude thermique annuelle de 16,8 °C. Le cumul annuel moyen de précipitations est de 1 719 mm, avec 13,7 jours de précipitations en janvier et 10,9 jours en juillet. Pour la période 1991-2020, la température moyenne annuelle observée sur la station météorologique installée sur la commune est de 6,6 °C et le cumul annuel moyen de précipitations est de 2 263,6 mm. 
La température maximale relevée sur cette station est de 32,3 °C, atteinte le 24 juillet 2019 ; la température minimale est de −19,1 °C, atteinte le 20 décembre 2009,,. 
| Mois                                  | jan.            | fév.           | mars           | avril         | mai           | juin          | jui.          | août           | sep.          | oct.            | nov.             | déc.           | année      |
| ------------------------------------- | --------------- | -------------- | -------------- | ------------- | ------------- | ------------- | ------------- | -------------- | ------------- | --------------- | ---------------- | -------------- | ---------- |
| Température minimale moyenne (°C)     | −3,4            | −3,5           | −1             | 2,4           | 5,9           | 9,4           | 11,2          | 11,3           | 7,9           | 4,9             | 0,5              | −2,4           | 3,6        |
| Température moyenne (°C)              | −1,2            | −1             | 1,9            | 5,8           | 9,6           | 13,2          | 14,9          | 14,9           | 11,1          | 7,6             | 2,8              | −0,2           | 6,6        |
| Température maximale moyenne (°C)     | 1,1             | 1,4            | 4,7            | 9,3           | 13,4          | 17            | 18,6          | 18,4           | 14,3          | 10,3            | 5,1              | 2              | 9,6        |
| Record de froid (°C) date du record   | −15,9 25.01.00  | −18,8 07.02.12 | −15,7 01.03.05 | −9,3 08.04.03 | −3,6 05.05.19 | −0,9 02.06.06 | 3,9 15.07.00  | 2,5 28.08.1998 | −0,2 25.09.02 | −7,7 28.10.1997 | −13,8 22.11.1998 | −19,1 20.12.09 | −19,1 2009 |
| Record de chaleur (°C) date du record | 14,3 11.01.1998 | 17 27.02.19    | 18,4 17.03.04  | 22,5 30.04.05 | 26,4 28.05.17 | 29,7 26.06.19 | 32,3 24.07.19 | 31,3 08.08.03  | 26,3 14.09.20 | 23,5 08.10.23   | 18,5 08.11.15    | 13,8 28.12.15  | 32,3 2019  |
| Précipitations (mm)                   | 251,9           | 203,9          | 196,5          | 123,7         | 178,8         | 134,6         | 148,8         | 157,1          | 154           | 210,5           | 215,2            | 288,6          | 2 263,6    |

| Diagramme climatique                                  |              |            |             |              |            |               |               |            |              |             |            |
| J                                                     | F            | M          | A           | M            | J          | J             | A             | S          | O            | N           | D          |
| 1,1−3,4251,9                                          | 1,4−3,5203,9 | 4,7−1196,5 | 9,32,4123,7 | 13,45,9178,8 | 179,4134,6 | 18,611,2148,8 | 18,411,3157,1 | 14,37,9154 | 10,34,9210,5 | 5,10,5215,2 | 2−2,4288,6 |
| Moyennes : • Temp. maxi et mini °C • Précipitation mm |              |            |             |              |            |               |               |            |              |             |            |

Les paramètres climatiques de la commune ont été estimés pour le milieu du siècle (2041-2070) selon différents scénarios d'émission de gaz à effet de serre à partir des nouvelles projections climatiques de référence DRIAS-2020. Ils sont consultables sur un site dédié publié par Météo-France en novembre 2022.

### Voies de communication et transports
Lepuix est traversée par la route départementale 465 (qui est une ancienne route nationale).
La commune est desservie par une ligne d'autobus du réseau Optymo, qui la relie à Belfort.
Elle est également desservie par une ligne d'autobus saisonnière permettant d'accéder au sommet du Ballon d'Alsace (bus des neiges en hiver, bus du Ballon en été, ce dernier étant un service sur réservation permettant d'emporter un vélo).

## Toponymie
Le nom de la localité est attesté sous la forme [S. Nycholaus dou] Poux en 1360, Soden en 1394, Pois en 1427, Soda en allemand.

Ce nom de lieu est une formation toponymique médiévale, comme le montrent  l'utilisation de l'article défini le et la plus ancienne mention connue (1360). Certains toponymistes ont émis l'hypothèse du simple puits qui a plusieurs sens. Ils rapprochent du nom de Lepuix-Neuf (ad Puteum 1290), dont la forme latinisée représente ce mot issu du bas latin puteus « puits ». Ernest Nègre n'a pas traité la question à l'article sur les Puits, ni à l'article sur les Puy, types toponymiques qui représentent le français puy « hauteur, montagne » et dont la forme régionale est peu [pœ], comme dans Le Puid (Vosges, ai Peux 1333, le Puid est une forme francisée) et le Mont du Peu (Doubs, Myon) qui est une tautologie.
 Les formes allemandes Soda, Soden sont basées sur l'ancien haut allemand sod (allemand Sod), mot qui sert à désigner un gegrabenen Brunnen « puits », tout comme dans Lepuix-Neuf, appelé Sood en allemand.
Bien qu'officiellement le seul nom de la commune soit Lepuix, et afin de distinguer celui-ci de la commune homonyme de Lepuix, aujourd'hui Lepuix-Neuf, également située dans le Territoire de Belfort, la dénomination  Lepuix-Gy était utilisée jusqu'à la généralisation des codes postaux – Gy représentant en abrégé le nom du chef-lieu du canton, la commune voisine de Giromagny (première et dernière lettre), où se trouvait un bureau postal distributeur. Lepuix (Gy) ou Lepuix-Gy signifiait ainsi « Lepuix (canton de Giromagny) » ou « Lepuix par Giromagny ». Cette appellation est encore employée par habitude ; mais le nom de la commune au journal officiel est bien Lepuix. De même, l'INSEE ne connaît que Lepuix. Le nom de Lepuix est utilisé localement, notamment par les personnes âgées, qui le prononcent « L'puix » avec élision du e dans le patois local. La commune de son côté utilise de moins en moins l’appellation Lepuix-Gy dans sa communication et elle a fait retirer le qualificatif -Gy des panneaux routiers en 2014, mais le bulletin communal s'intitule Échos du Puy en référence à l'un des plus anciens noms du village[réf. nécessaire], signe d'une certaine incertitude quant au nom réel.
Cette habitude a pu contaminer y compris l'administration, puisqu'un décret du 5 juillet 1982 du ministère de l'Environnement « portant classement parmi les sites pittoresques (territoire de Belfort, départements des Vosges et du Haut-Rhin) » mentionne l’appellation Lepuis-Gy. Le cas semble cependant isolé.

Le bulletin municipal de décembre 2012 décrit de façon très documentée les péripéties qu'a connu le nom de la commune au fil du temps, et retient en définitive que le nom officiel est bien Lepuix et seulement Lepuix. 

Une autre appellation a d'autant moins de raison d'être que la commune homonyme de Lepuix située près de Delle, a obtenu la modification de son nom en Lepuix-Neuf et que la confusion n'est donc plus possible. Or, la doctrine du Conseil d'État en matière de changement de nom s'appuie sur deux critères : que le nom proposé soit anciennement attesté et qu'il permette d'éviter toute confusion avec une autre commune. L'appellation de Lepuix-Gy ne remplit aucun de ces deux critères.

## Histoire

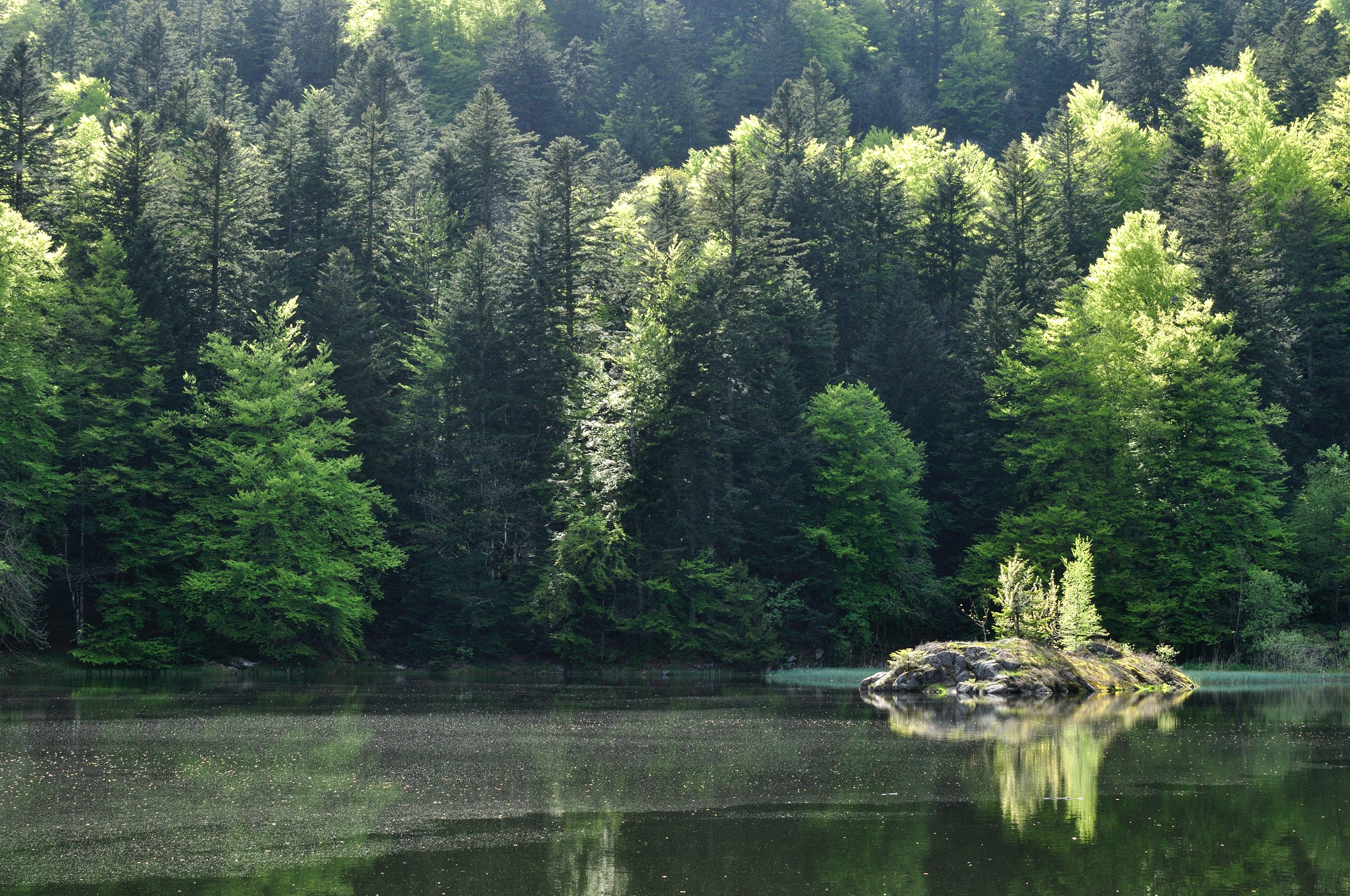
L'étang des Roseaux.

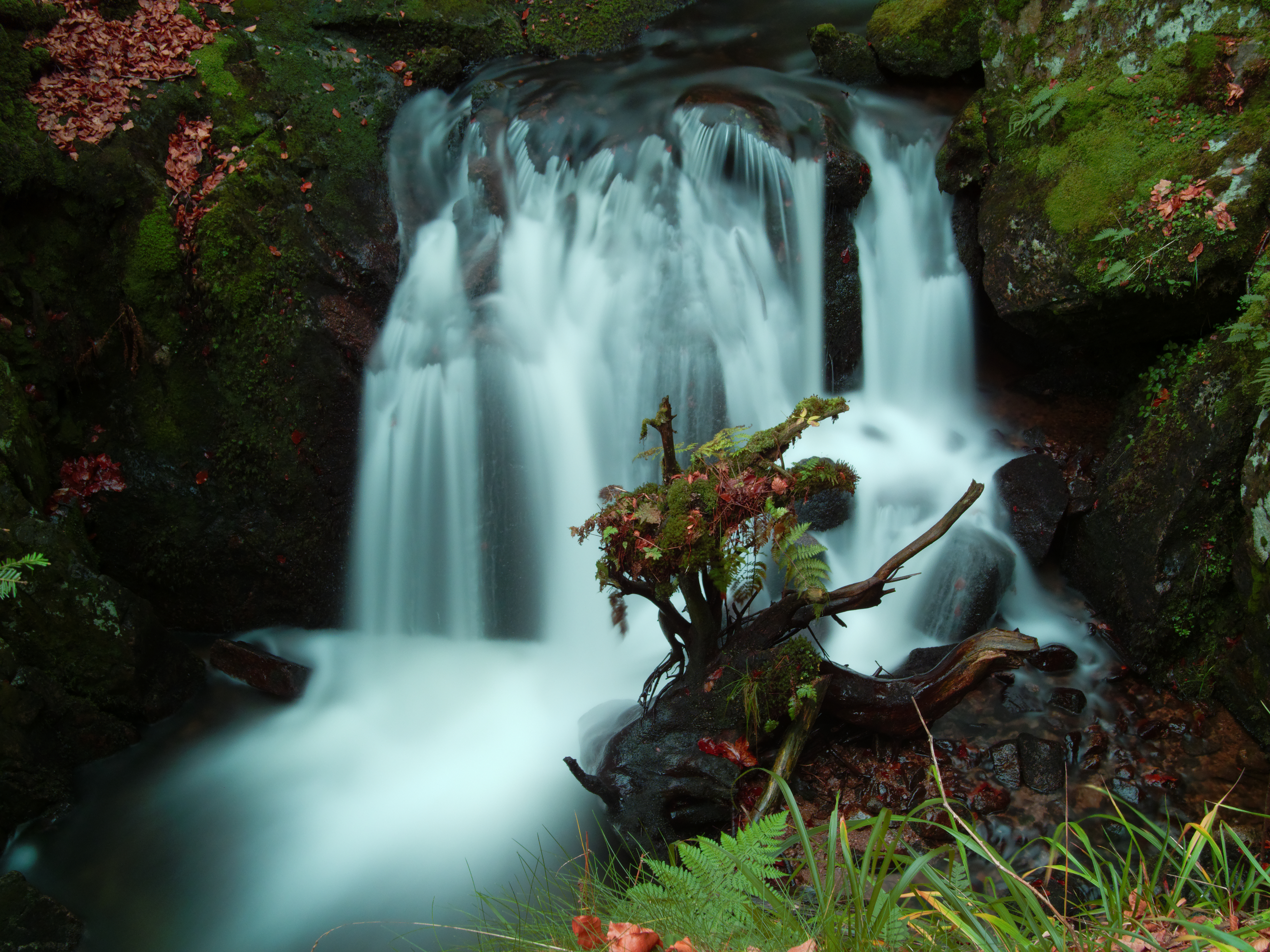
La Savoureuse.

Le site du village est évoqué pour la première fois en 1347 à propos d'une chapelle qui s'y serait trouvée. Le sous-sol de la commune est riche en filons métallifères (plomb, cuivre, argent…) qui furent exploités dès le Moyen Âge de façon industrielle, ce qui contribua à attirer des mineurs d'origine germanique, Lepuix étant possession autrichienne depuis 1348. Cette immigration a contribué très tôt à l'augmentation rapide de la population. L'exploitation de la forêt s'est intensifiée avec celle des mines, la demande en charbon de bois, bois de construction et matériaux de boisage des mines ayant fortement augmenté au XVe siècle.
Les mines de Lepuix étaient difficiles à exploiter notamment en raison de la présence de nombreuses venues d'eau. Ces difficultés furent à l'origine de la mise au point de systèmes d'exhaure (c'est-à-dire destinés à faire remonter l'eau du fond de la mine et à l'évacuer) extrêmement sophistiqués pour l'époque.
Ces mines constituaient dès la Renaissance, avec celles des villages voisins, un ensemble pré-industriel remarquable qui fut à l'origine du développement industriel de la région de Belfort, en permettant la constitution de capitaux et la disponibilité d'une main d'œuvre douée d'un savoir-faire. Ceci, et la présence des torrents et rivières a favorisé par la suite l'utilisation de la force motrice de l'eau et a permis le développement de petites industries : moulin, scierie, tissage mécanique, papeterie… dont l'activité a culminé au XIXe siècle et a remplacé l'activité minière sur le déclin depuis le XVIIe siècle. Les dispositifs hydrauliques des siècles précédents, furent ainsi améliorés au XIXe siècle ; ils permirent d'utiliser intensivement l'eau des cours d'eau de la vallée, essentiellement la Savoureuse. Des retenues furent  créées ou agrandies, pour stocker l'eau et disposer ainsi de réserves. Elles existent toujours et forment aujourd'hui des lacquets pittoresques (étang du Petit-Haut, étang des Roseaux…). On trouve également des canaux qui servaient à l'activité minière puis furent réemployés notamment pour les tissages (canal dit de la Fonderie ou du Tissage, créé vers 1560, canal des Mines). Le tissu urbain de la commune compte toujours plusieurs anciennes usines (des tissages pour l'essentiel) aujourd'hui désaffectées à la suite de la crise du textile vosgien de la fin du XXe siècle.
Au XVIIIe siècle, Lepuix était une paroisse dédiée à la Nativité de la Vierge et dépendait du bailliage de Belfort.
La seigneurie appartenait aux Mazarin (comté de Belfort), aux Reinach et aux Ferrette.
La population de Lepuix dépendait jusqu'en 1782 de la paroisse de Chaux, date de la création de la paroisse de Lepuix. Cette dernière regroupe également quelques familles situées sur le territoire de Giromagny. L'église, construite au XVIIIe siècle et modifiée au XIXe siècle, est dédiée à Notre-Dame. Elle comporte une méridienne, sorte de cadran solaire qui permettait de régler l'heure des horloges à midi, et abrite un ensemble de trois statues en bois et plâtre polychrome qui date du XVIIe siècle.
Au recensement de 1881, la commune comptait 1 995 habitants pour 1 128 en 1999.
La scierie communale de Lepuix fut construite en 1878 à l'initiative de la municipalité afin de protéger ses intérêts forestiers. La famille Demouge a fait fonctionner la scierie jusqu'en 1994. Depuis 1995, avec le soutien de la commune et du Parc naturel régional, l'association « la scierie Demouge » l'a restaurée et propose des visites avec démonstrations afin d'assurer une animation pédagogique et touristique du site et de la filière bois. Dans la commune, suivre le fléchage « scierie communale ».

## Urbanisme

### Typologie
Au 1er janvier 2024, Lepuix est catégorisée bourg rural, selon la nouvelle grille communale de densité à sept niveaux définie par l'Insee en 2022.
Elle appartient à l'unité urbaine de Giromagny, une agglomération intra-départementale regroupant quatre  communes, dont elle est une commune de la banlieue,,. Par ailleurs la commune fait partie de l'aire d'attraction de Belfort, dont elle est une commune de la couronne,. Cette aire, qui regroupe 91 communes, est catégorisée dans les aires de 50 000 à moins de 200 000 habitants,.

### Occupation des sols
L'occupation des sols de la commune, telle qu'elle ressort de la base de données européenne d’occupation biophysique des sols Corine Land Cover (CLC), est marquée par l'importance des forêts et milieux semi-naturels (91,1 % en 2018), une proportion sensiblement équivalente à celle de 1990 (91,4 %). La répartition détaillée en 2018 est la suivante : 
forêts (88,5 %), prairies (3,2 %), zones agricoles hétérogènes (3 %), milieux à végétation arbustive et/ou herbacée (2,6 %), zones urbanisées (1,6 %), mines, décharges et chantiers (1,2 %). L'évolution de l’occupation des sols de la commune et de ses infrastructures peut être observée sur les différentes représentations cartographiques du territoire : la carte de Cassini (XVIIIe siècle), la carte d'état-major (1820-1866) et les cartes ou photos aériennes de l'IGN pour la période actuelle (1950 à aujourd'hui).

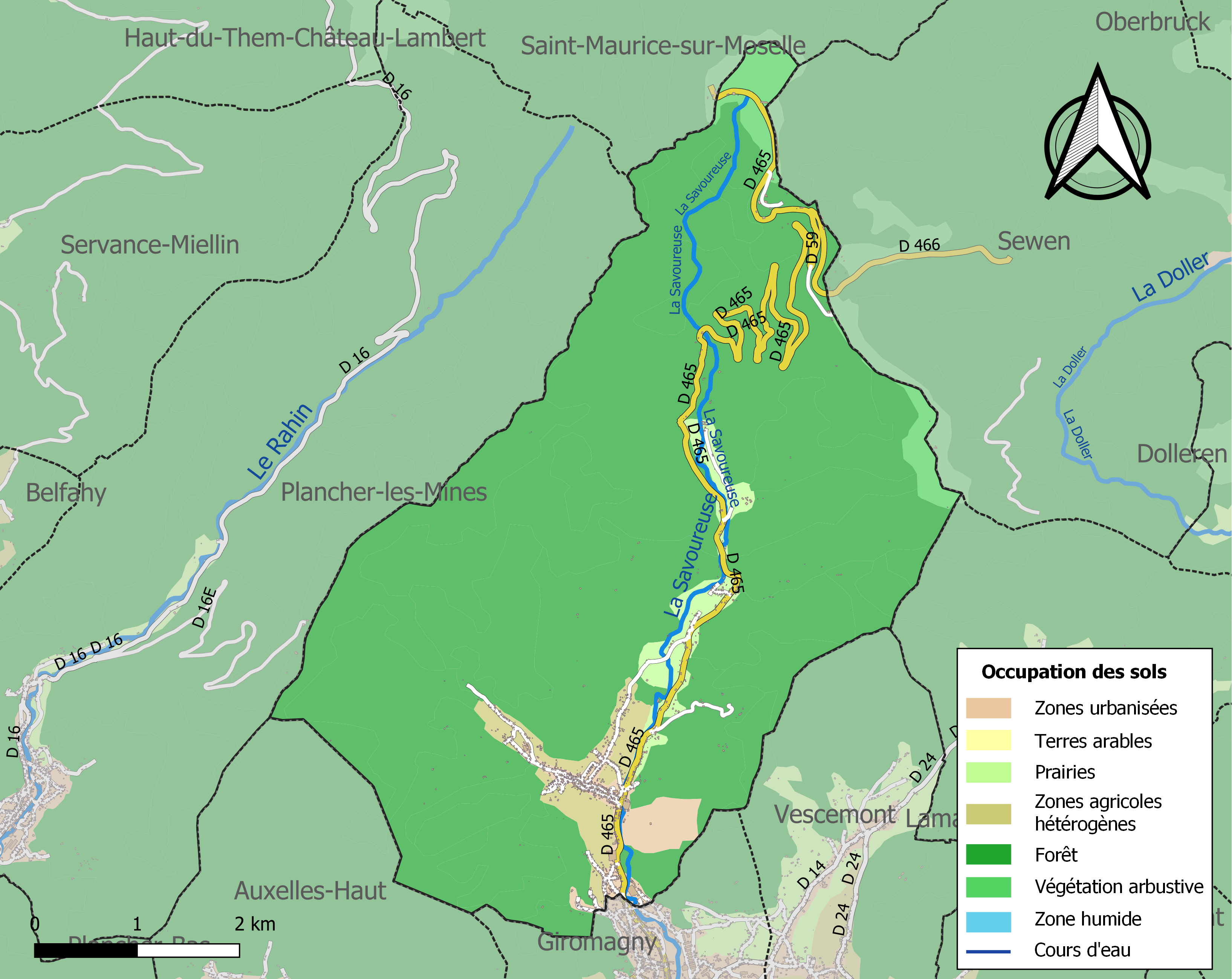
Carte des infrastructures et de l'occupation des sols de la commune en 2018 (CLC).

### Morphologie urbaine
La commune est organisée autour d'un petit centre ancien, construit le long du ruisseau de la Beucinière, affluent de la Savoureuse. Elle présente un hameau, Malvaux, qui disposait autrefois de sa propre école. Une petite partie de l'agglomération de Giromagny, en continuité urbaine avec cette ville, s'étend dans le territoire de Lepuix. Sur les versants de la vallée, il subsiste quelques fermes isolées, parfois reconverties en résidences secondaires. Enfin, un habitat spécifique aux activités touristiques (hôtellerie, commerces) occupe le sommet du Ballon d'Alsace.
L'habitat résidentiel contemporain se développe le long des principales voies de communication. Il est composé de maisons individuelles.
L'urbanisme de la commune est caractérisé par la présence d'anciens bâtiments industriels souvent désaffectés, derniers vestiges de l'intense activité du passé, notamment textile.

### Logement
En 2009, le nombre total de logements dans la commune était de 650, alors qu'il était de 552 en 1999.
Parmi ces logements, 82,5 % étaient des résidences principales, 8,8 % des résidences secondaires et 8,8 % des logements vacants. Ces logements étaient pour 82,3 % d'entre eux des maisons individuelles et pour 17,7 % des appartements.
La proportion des résidences principales, propriétés de leurs occupants était de 76,7 %, légèrement en hausse par rapport à 1999 (74,3 %).

## Politique et administration

### Administration municipale
Le nombre d'habitants au dernier recensement étant compris entre 500 et 1 499, le nombre de membres du conseil municipal est de 15.

### Liste des maires
| Période                                  | Période  | Identité    | Étiquette | Qualité                                                |
| ---------------------------------------- | -------- | ----------- | --------- | ------------------------------------------------------ |
| Les données manquantes sont à compléter. |          |             |           |                                                        |
| mars 2008                                | En cours | Daniel Roth | DVG       | Retraité Ancien Président de la Communauté de communes |

### Instances judiciaires et administratives
Lepuix relève du tribunal d'instance de Belfort, du tribunal de grande instance de Belfort, de la cour d'appel de Besançon, du tribunal pour enfants de Belfort, du conseil de prud'hommes de Belfort, du tribunal de commerce de Belfort, du tribunal administratif de Besançon et de la cour administrative d'appel de Nancy.

### Jumelages
Au 3 avril 2013, Lepuix n'est jumelée avec aucune commune.

## Population et société

### Démographie
L'évolution du nombre d'habitants est connue à travers les recensements de la population effectués dans la commune depuis 1793. Pour les communes de moins de 10 000 habitants, une enquête de recensement portant sur toute la population est réalisée tous les cinq ans, les populations de référence des années intermédiaires étant quant à elles estimées par interpolation ou extrapolation. Pour la commune, le premier recensement exhaustif entrant dans le cadre du nouveau dispositif a été réalisé en 2006.

En 2022, la commune comptait 1 113 habitants, en évolution de −3,64 % par rapport à 2016 (Territoire de Belfort : −2,78 %, France hors Mayotte : +2,11 %).
| 1793  | 1800  | 1806  | 1821  | 1831  | 1836  | 1841  | 1846  | 1851  |
| ----- | ----- | ----- | ----- | ----- | ----- | ----- | ----- | ----- |
| 1 146 | 1 250 | 1 193 | 1 362 | 1 507 | 1 788 | 1 785 | 1 877 | 1 921 |

| 1856  | 1861  | 1866  | 1872  | 1876  | 1881  | 1886  | 1891  | 1896  |
| ----- | ----- | ----- | ----- | ----- | ----- | ----- | ----- | ----- |
| 1 896 | 2 010 | 2 013 | 1 936 | 1 995 | 1 975 | 1 981 | 1 882 | 1 912 |

| 1901  | 1906  | 1911  | 1921  | 1926  | 1931  | 1936  | 1946  | 1954  |
| ----- | ----- | ----- | ----- | ----- | ----- | ----- | ----- | ----- |
| 1 904 | 1 995 | 1 895 | 1 427 | 1 322 | 1 333 | 1 300 | 1 125 | 1 215 |

| 1962  | 1968  | 1975  | 1982  | 1990  | 1999  | 2006  | 2011  | 2016  |
| ----- | ----- | ----- | ----- | ----- | ----- | ----- | ----- | ----- |
| 1 186 | 1 142 | 1 083 | 1 028 | 1 059 | 1 116 | 1 187 | 1 127 | 1 155 |

| 2021  | 2022  | - | - | - | - | - | - | - |
| ----- | ----- | - | - | - | - | - | - | - |
| 1 127 | 1 113 | - | - | - | - | - | - | - |

### Enseignement
Lepuix est située dans l'académie de Besançon.
Elle administre une école maternelle de 50 élèves (en 2012-2013) et une école élémentaire de 45 élèves (en 2012-2013).

### Manifestations culturelles et festivités
L'hôpital le plus proche est l'hôpital Nord Franche-Comté situé entre Belfort et Montbéliard, à Trévenans,.

### Sports
Le village partage avec la ville de Giromagny le Football Club Giro-Lepuix. Anciennement, le village possédait son propre club, l'AS Lepuix.

### Cultes

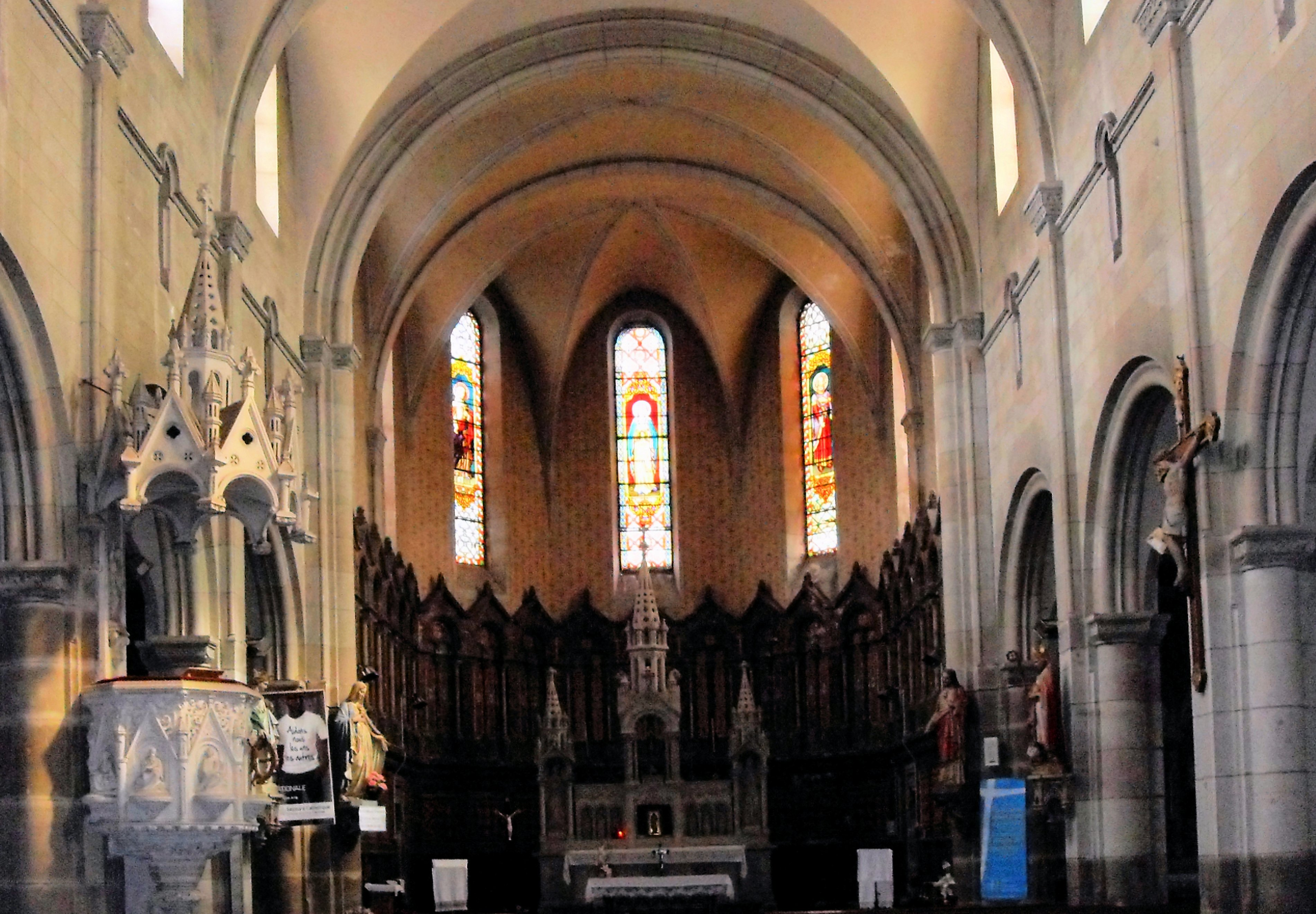
Intérieur de l'église de la Nativité-Notre-Dame.

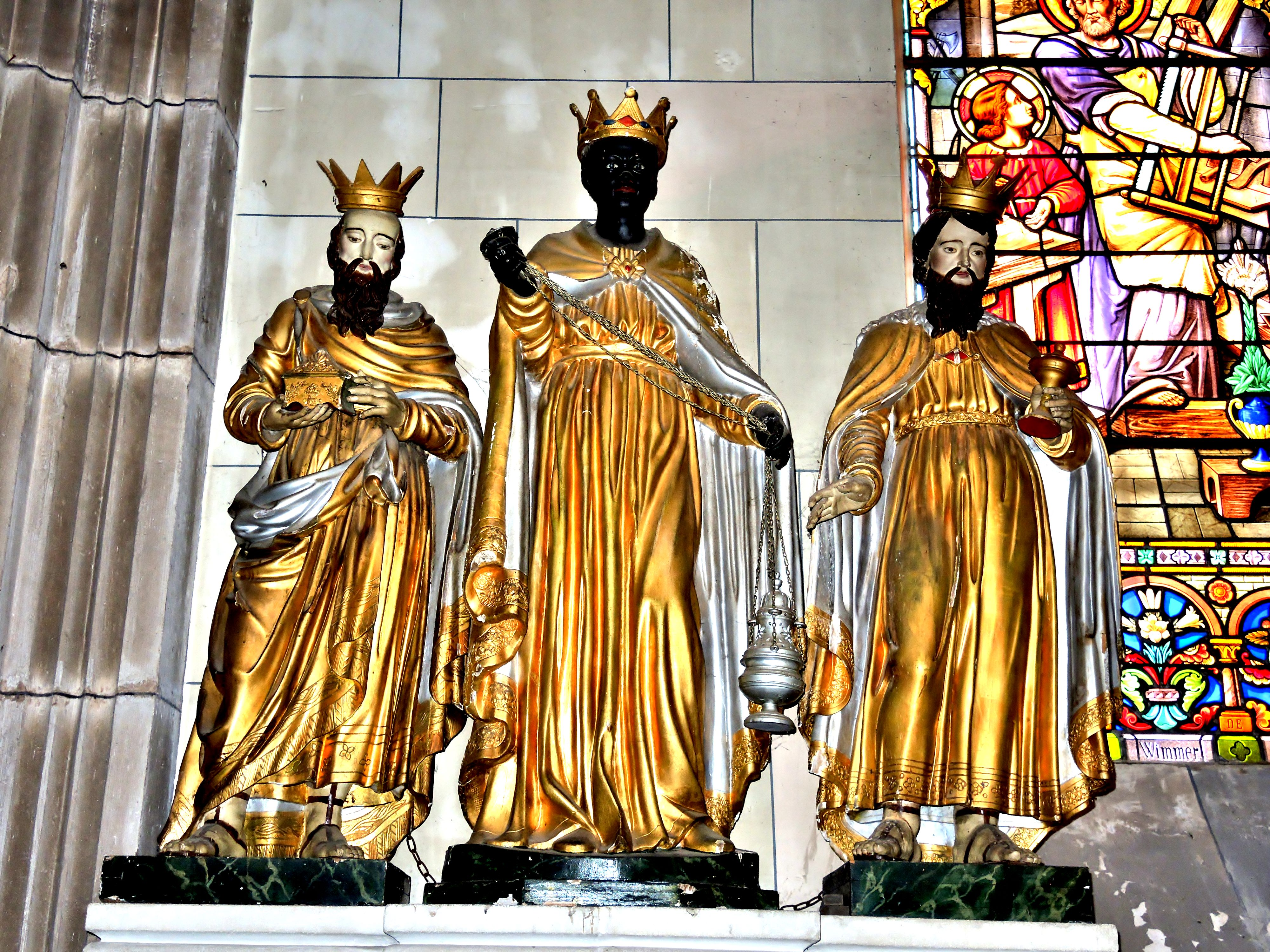
Statue des rois mages, dans l'église.

Le territoire de la commune dépend du doyenné de Giromagny et de Rougemont-le-Château au sein du diocèse de Belfort-Montbéliard.
Une communauté bénédictine dépendant de l'abbaye Sainte-Marie de la Pierre-Qui-Vire s'est installée au prieuré Saint-Benoît de Chauveroche en 1980. La chapelle de ce prieuré est aujourd'hui le lieu de culte catholique.

## Économie
Le taux de chômage en 2007 était de 9 % et le revenu moyen annuel par ménage en 2008 était de 20 741 €.

### Revenus de la population et fiscalité
En 2010, le revenu fiscal médian par ménage était de 29 387 €, ce qui plaçait Lepuix au 15 129e rang parmi les 31 525 communes de plus de 39 ménages en métropole.

### Budget et fiscalité 2015

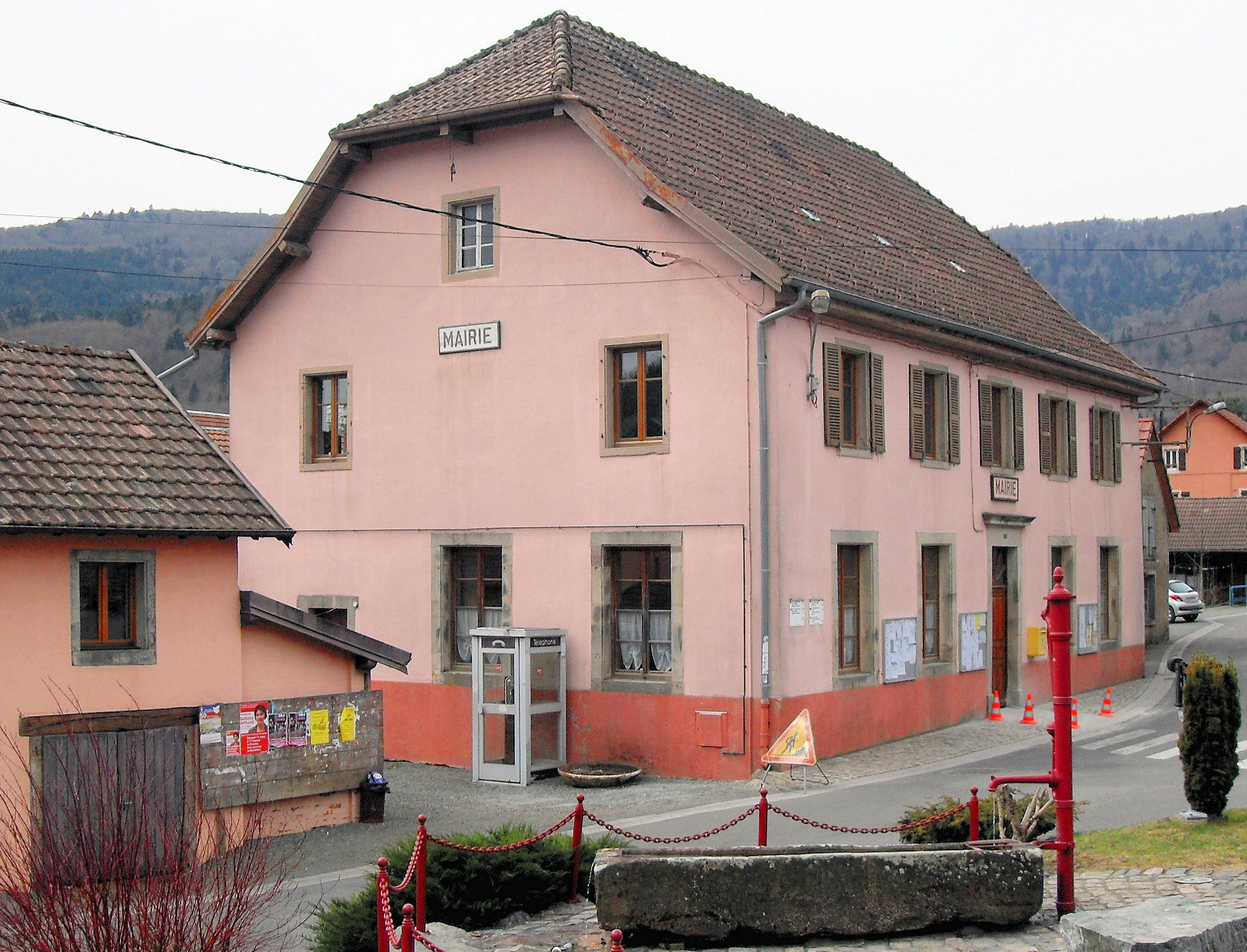
Le bâtiment de la mairie.

En 2015, le budget de la commune était constitué ainsi :
- total des produits de fonctionnement : 697 000 €, soit 603 € par habitant ;
- total des charges de fonctionnement : 515 000 €, soit 445 € par habitant ;
- total des ressources d’investissement : 110 000 €, soit 95 € par habitant ;
- total des emplois d’investissement : 136 000 €, soit 118 € par habitant.
- endettement : 1 035 000 €, soit 894 € par habitant.
- taxe d’habitation : 7,39 % ;
- taxe foncière sur les propriétés bâties : 11,34 % ;
- taxe foncière sur les propriétés non bâties : 94,00 % ;
- taxe additionnelle à la taxe foncière sur les propriétés non bâties : 0,00 % ;
- cotisation foncière des entreprises : 0,00 %.

### Emploi
En 2009, la population âgée de 15 à 64 ans s'élevait à 752 personnes, parmi lesquelles on comptait 77,2 % d'actifs dont 69,3 % ayant un emploi et 8,0 % de chômeurs.
On comptait 132 emplois dans la zone d'emploi, contre 138 en 1999. Le nombre d'actifs ayant un emploi résidant dans la zone d'emploi étant de 522, l'indicateur de concentration d'emploi est de 25,3 %, ce qui signifie que la zone d'emploi offre seulement un emploi pour quatre habitants actifs.

### Entreprises et commerces
Au 31 décembre 2010, Lepuix comptait 66 établissements : douze dans l’agriculture-sylviculture-pêche, trois dans l'industrie, six dans la construction, 39 dans le commerce-transports-services divers et six étaient relatifs au secteur administratif.
En 2011, cinq entreprises ont été créées à Lepuix, dont trois par des auto-entrepreneurs.
Société des Carrières de l'Est : exploitation d'une carrière à flanc de colline d'une roche éruptive affleurante de l'ère primaire, communément appelée « porphyre » par les carriers, utilisée principalement dans la fabrication de matériau routier et de ballast pour les voies ferrées.
Le site de la carrière est fermé depuis le 31 décembre 2019, entrainant la fermeture de la voie ferrée Belfort Giromagny desservant les carrières.

## Culture locale et patrimoine

### Lieux et monuments

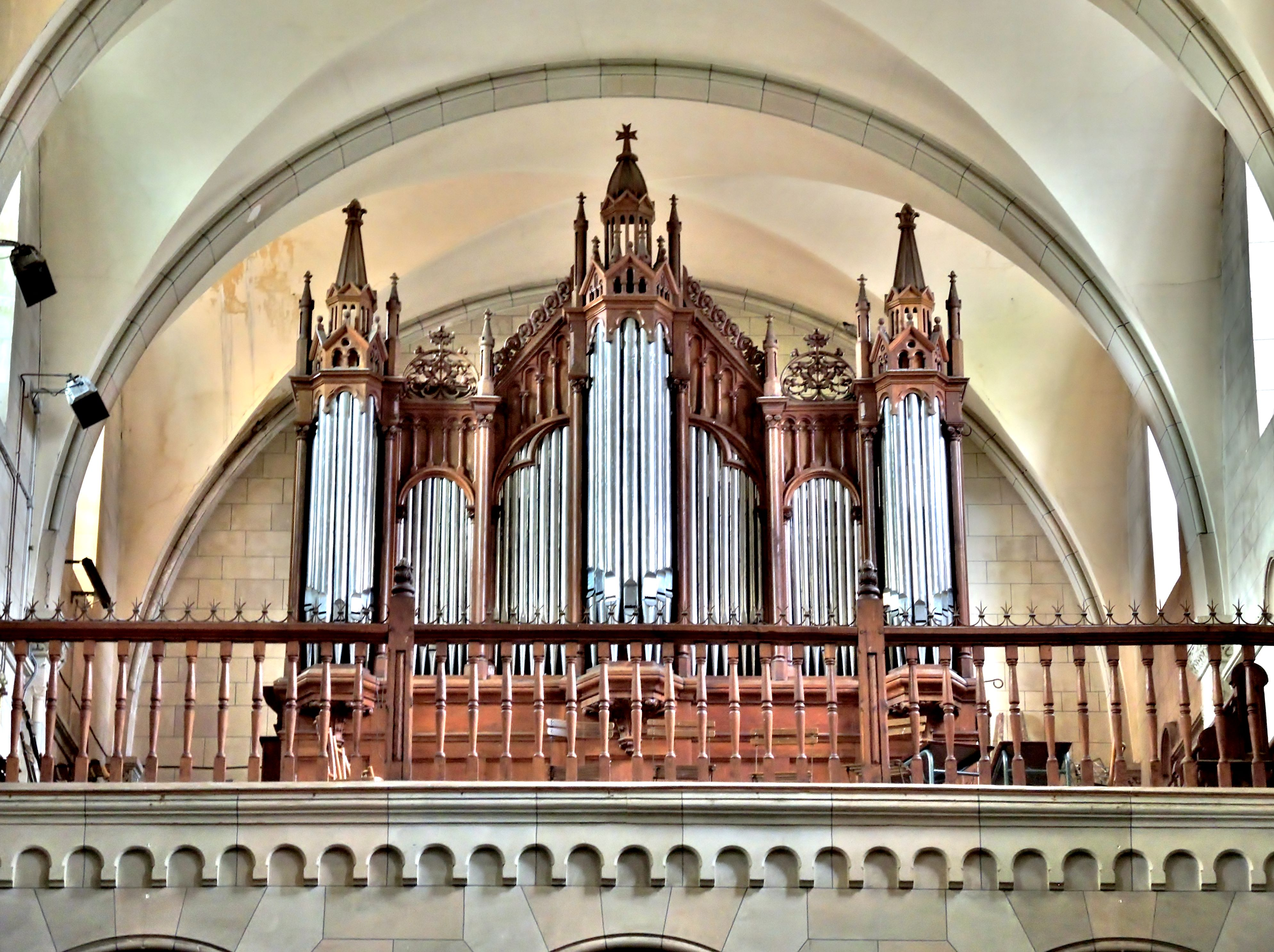
Orgue Verschneider

La commune comprend une partie du ballon d'Alsace, classé grand site national.
Une partie du territoire communal est incluse dans le périmètre de la réserve naturelle nationale des Ballons comtois.
L'église de la Nativité-de-Notre-Dame, son orgue de 1882 de Verschneider et son horloge Gugumus de 1870.
La commune compte cinq bâtiments répertoriés par le service de l'inventaire général du patrimoine culturel de la France :
- filature de coton Boigeol-Japy dite de la Fonderie, puis tissage de coton Ernest Boigeol et Cie, puis Jean-Ernest Boigeol et Cie, puis P. Dreyfus et Cie, puis Schaeffer Impressions, actuellement magasin de commerce. La filature a été créée en 1855 et comprenait 200 ouvriers en 1889[71] ;
- tissage de coton Briot et Cie, actuellement Centre d'Aide par le Travail (usine de menuiserie) et stockage du Secours Catholique[72] ;
- tissage de coton Boigeol-Japy dit du Pont, puis Jean-Ernest Boigeol et Cie, puis Industrie textile de Lepuix[73] ;
- tissage de coton Ernest Boigeol et Cie dit des Grands Champs, puis Jean-Ernest Boigeol et Cie, puis Intertexta[74] ;
- tissage de coton Boigeol-Japy dit de la Papeterie, puis pisciculture, actuellement maison[75] ;

ainsi que le jardin du Prieuré Saint-Benoît de Chauveroche.

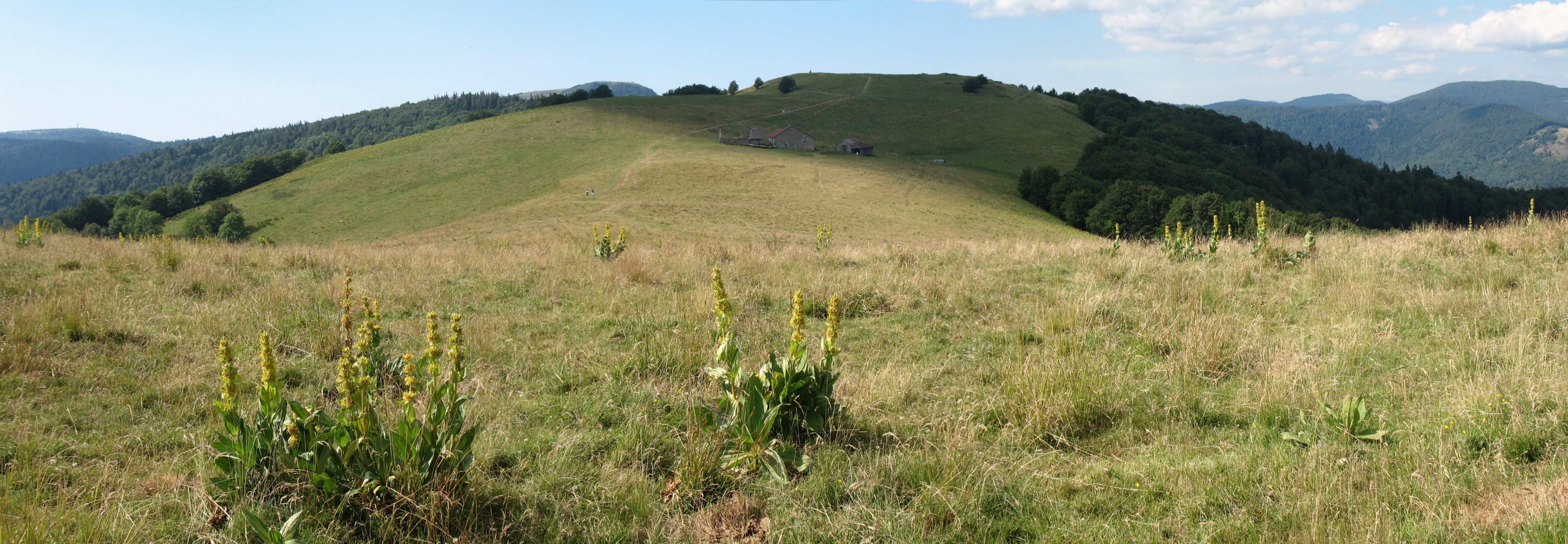
Les hauteurs de Lepuix : la ferme du Wissgrut, à la limite avec l'Alsace.

- Nombreuses fontaines
- Scierie communale[77]
- Monuments commémoratifs[78].

### Patrimoine culturel
L'inventaire général du patrimoine culturel de la France a répertorié dans la commune dix objets :
- deux machines : une machine à imprégner (encolleuse)[79] et une machine à vapeur à pistons dite « machine à imprégner »[80] ;
- et neuf objets à l'intérieur de l'église Notre-Dame : le confessionnal[81], le tronc à aumônes[82], le Christ en croix[83], un groupe sculpté représentant les rois mages[84], deux ostensoirs[85],[86], un ciboire[87], un calice et sa patène[88].

### Personnalités liées à la commune
- Charles Nodier, envoyé en mission scientifique par le Directoire à Lepuix en 1799, relate son séjour au pied du Ballon d'Alsace dans une nouvelle intitulée « Thérèse »[89].
- André Adelheim (1906-1951), athlète international quatre fois champion de France du 400 mètres haies, natif de la commune.
- Léon Petizon (1920-1973), artiste-peintre, poète et résistant français, est né à Lepuix.

### Héraldique, logotype et devise
| Blason de Lepuix | Les armes de Lepuix se blasonnent ainsi : de gueules à la montagne de trois sommets cousue de sinople mouvant de la pointe et des flancs, surmontée de deux marteaux de carrier d'argent passés en sautoir. | Logo de la ville. |

## Pour approfondir